# SYNOP
SYNOP (Wortstamm von synchron und optisch) ist ein Kurzwort für synoptische Observation, also eine Wettermeldung.
Wetterbeobachtungen werden weltweit nach einem speziellen Zahlenschlüssel codiert. Der SYNOP-Code hat feste Bestandteile und ist immer in der gleichen Form aufgebaut, um für andere die Beobachtung nachvollziehbar zu machen. Der Code ist von der World Meteorological Organization definiert worden (FM-12 für ortsfeste Funkstellen, FM-13 für Seefunkstellen).

## SYNOP-Code
IIiii iihVV Nddff 00fff 1sTTT 2sTTT 3PPPP 4PPPP 5appp 6RRRt 7wwWW 8NCCC 9GGgg
Jeder SYNOP-Code besteht aus fünfstelligen Zahlenreihen. Dabei werden die Wetterbeobachtungen codiert der Reihe nach eingetragen. Jede Reihe beinhaltet jeweils einen Messwert, mit Ausnahme der ersten, die zur Identifikation der meldenden (bemannten oder automatischen) Wetterstation oder eines Wetterschiffs dient. Die erste Zahl jeder Zahlenreihe (mit Ausnahme der Stationsmeldegruppe und der Wolken-/Windgruppe Nddff) gibt Aufschluss über die Art des gemeldeten Messwertes.
Beispiel:
10637 41570 53035 10054 21011 40158 52021 60062 72186 82842 91150
Erläuterung der Fünfergruppen:
IIiii (Beispiel: 10637)
- II = Blockziffer (Kennziffer des Landes oder bei großen Staaten eines Landesteiles)
  - 10 = Deutschland
- iii = Kennziffer der Station
  - 637 = Frankfurt/Main – Flughafen

iihVV (Beispiel: 41570)
- i = Indikator für die Meldung der Niederschlagsmenge
  - 4 = Meldung über Niederschlag zum Termin nicht vorgesehen
- i = Indikator für die Art der Station (bemannt oder automatisch und für die Meldung der aktuellen Wettersituation)
  - 1 = Station bemannt, meldbare Wettererscheinungen unter der Ziffer 7 vorhanden
- h = Wolkenuntergrenze der tiefsten Wolken
  - 5 = Zwischen 600 m und 999 m über der Station
- VV = Horizontalsichtweite
  - 70 = 20 Kilometer (km)

Nddff (Beispiel: 53035)
- N = Gesamtbedeckung des Himmels in Achteln (sichtbare Himmelsfläche)
  - 5 = 5 Achtel (5/8)
- dd = Windrichtung in Zehnergraden (Richtung, aus der der Wind kommt)
  - 30 = 300 Grad (aus Westnordwest)
- ff = Windgeschwindigkeit in Knoten. (Wird eine 99 verschlüsselt, so beträgt die Windgeschwindigkeit 99 Knoten oder mehr. Der genaue Wert steht dann in der folgenden Gruppe.)
  - 35 = 35 Knoten (ca. 63 km/h = stürmischer Wind)

00fff (im Beispiel nicht gemeldet)
- 00 = Kennung für die Angabe von Windgeschwindigkeiten von 99 Knoten oder mehr. (Ist die Windgeschwindigkeit geringer, so entfällt diese Gruppe.)
- fff = Windgeschwindigkeit in Knoten.

1sTTT (Beispiel: 10054)
- 1 = Kennung für die Lufttemperatur 2 m über Grund
- s = Vorzeichen der Temperatur (0 = positiv / 1 = negativ)
- TTT = Lufttemperatur in Zehntelgrad Celsius 2 m über Grund
  - 054 = 5,4 °C, da s=0 also +5,4 °C.

2sTTT (Beispiel: 21011)
- 2 = Kennung für die Taupunkttemperatur 2 m über Grund
- s = Vorzeichen der Taupunkttemperatur (0 = positiv / 1 = negativ)
- TTT = Taupunkttemperatur in Zehntelgrad Celsius 2 m über Grund
  - 011 = 1,1 °C, da s=1 also −1,1 °C

3PPPP (im Beispiel nicht gemeldet)
- 3 = Kennung für die Luftdruckgruppe, Luftdruck in Barometerhöhe gemessen
- PPPP = Stationsluftdruck in Zehntel-Hektopaskal unter Weglassung der Tausenderziffer

4PPPP (Beispiel: 40158)
- 4 = Kennung für die Luftdruckgruppe
- PPPP = auf Meeresniveau reduzierter Stationsluftdruck in Zehntel-Hektopaskal unter Weglassung der Tausenderziffer
  - 0158 = 1015,8 Hektopascal (hPa)

5appp (Beispiel: 52021)
- 5 = Kennung der Luftdrucktendenzgruppe
- a = Art der Luftdruckänderung während der letzten 3 Stunden
  - 2 = gleichmäßig steigend; höher als vor 3 Stunden
- ppp = Betrag der 3-stündigen Luftdruckänderungen in Zehntel-Hektopaskal
  - 021 = 2,1 hPa (Hektopaskal)

6RRRt (Beispiel: 60062)
- 6 = Kennung der Niederschlagsgruppe (entfällt, wenn kein Niederschlag gefallen ist)
- RRR = Niederschlagsmenge in ganzen mm (Ausnahme: 991 bis 999 bedeuten 0,1 bis 0,9 mm.)
  - 006 = 6 mm (6 Liter/m²)
- t = Bezugszeitraum, in dem der gemeldete Niederschlag gefallen ist
  - 2 = 12 Stunden

7wwWW (Beispiel: 72186)
- 7 = Kennung für Wetterzustand und -verlauf
- ww = Wetterzustand zur Zeit der Beobachtung bzw. während der letzten Stunde
  - 21 = zur Zeit der Beobachtung keine meldbare Wettererscheinung, aber während der letzten Stunde Regen
- WW = Wetterverlauf der letzten Stunden
  - 86 = Regen während der letzten sechs Stunden: kurze Regenschauer und davor langanhaltender Regen

8NCCC (Beispiel: 82842)
- 8 = Kennung für die Bewölkungsgruppe
- N = Menge der tiefen oder mittelhohen Wolken in Achteln der sichtbaren Himmelsfläche
  - 2 = 2 Achtel (2/8)
- C (CL) = Art der tiefen Wolken (Clouds, low-level)
  - 8 = Cumulus und Stratocumulus mit Untergrenzen in unterschiedlichen Höhen
- C (CM) = Art der mittelhohen Wolken (Clouds, mid-level)
  - 4 = linsenförmige Altocumulusbewölkung (Altocumulus lenticularis)
- C (CH) = Art der hohen Wolken (Clouds, high-level)
  - 2 = dichter oder flockiger Cirrus

(Wenn die Wolken wegen beispielsweise Nebel oder Dunkelheit nicht zu erkennen sind, so wird bei CL, CM, CH ein Schrägstrich (/) gemeldet.)
(Siehe auch: Detaillierte Erläuterung der Verschlüsselung von Wolken)
9GGgg (Beispiel: 91150)
- 9 = Kennung für die Beobachtungszeit (in UTC-Zeit)
- GG = Stunde
  - 11 = 11 Uhr …
- gg = Minute
  - 50 = … und 50 Minuten

Die oben aufgeführten Erklärungen passen nur zu dem angegebenen SYNOP-Code, hier der Bodenwettermeldung einer Landstation. Es gibt noch weitere Variationen und Erweiterungen im Code, die hier den Rahmen dieser Seite wohl sprengen würden.